# 異域神兵
《異域神兵》是一部科幻角色扮演遊戲，游戏由史克威爾（現史克威尔艾尼克斯）开发并发行于索尼PlayStation平台，游戏于1998年2月11日发布于日本，同年10月20日发布于北美，但游戏并未于欧洲发布。游戏在2003年由史克威尔艾尼克斯以Greatest Hits之名重新发布，游戏还在2008年6月25日和2011年2月22日分别发布于日本和北美的PlayStation Network。
故事存在大量分散的伏笔，临床心理学、生命起源假说、生物学、大量科学用语、尼采、荣格、基督教、犹太教、社会问题、科幻小说、电影、动画（特别是机器人动画）、特摄等，各种价值观和概念交织，故事也与此深深相关。本作亦有共计超30分钟的繪製动画。

## 游戏系统
《异度装甲》有着典型的角色扮演游戏的要素：
- 故事发展通过玩家操控主角与其他角色对话，触发剧情进行推动。
- 角色在大地图或者探索场景上移动时，会随机触发与怪物的战斗。
- 角色属性值随着角色等级提升而提升（最高属性值200），同样也可以通过装备不同的武器、服装等进行提升（最高属性值可提升至250）。
- 游戏镜头采用固定45度斜下视角，部分场景可进行90度水平转动，大地图场景可进行自由水平转动。

也同样存在自己独特的要素。本作有非常多的角色可供选择加入主角队伍，随着故事剧情发展，玩家可以选择除男主角以外，共计8名可用角色，但队伍中仅能包括主角在内3人。根据所选人员的配置，在游戏进行中，可以和NPC触发不同的对话、特殊剧情以获得关键道具、稀有装备，甚至改变角色造型（仅艾美拉达）。在探索场景中，除去常见的迷宫和地毯式搜索宝箱的玩法，本作引入了相当的互动解密机关和动作成分：玩家需要控制角色跑步或者跳跃来通过特定的地形和障碍；通过提示来与机关互动，以此继续前进；迷宫中同样也存在隐藏BOSS的设定。在游戏中期和后期，玩家有机会使用“世界树”号潜艇在世界场景中自由移动。与特定NPC进行对话，就可以与NPC人物进行小游戏的对战（如纸牌、机甲战斗等），赢取特殊奖励。此外，当玩家通过努力打倒某些剧情安排上无法战胜的对手后（如游戏中期时与古拉夫的战斗），可以获得稀有物品、道具的奖励。

### 角色战斗
本作采用改良过的半即时回合制系统进行战斗。在使用人物角色进行战斗时，共有7种属性影响人物能力：
- 攻击力：影响角色物理攻击值
- 命中：影响角色物理命中性
- 防御力：影响角色所受物理伤害的减免性
- 回避：提高角色完全不受到物理攻击的可能性
- 以太：影响角色使用以太技能时能造成的伤害（类似于传统游戏中的魔法伤害）
- 以太防御：影响角色受到以太技能攻击后，能减免的伤害（类似于传统游戏中的魔法防御值）
- 敏捷：影响角色恢复ATB值的速度，数值越高，ATB恢复越快

当ATB值满时，角色即可行动；初级角色每次行动会给予3点AP值，从而施展轻、中、强三种不同程度的攻击招式（轻1点、中2点、强3点），该轮没有消耗掉的AP将会累计到下一轮，最多可以累计28点AP。随着角色等级提高，每轮最多可获得7点AP。玩家通过对轻、中、强三种攻击模式的组合，来产生攻击招式的变化或者发动必杀技。高等级的必杀技往往会附带以太属性攻击，给予目标重创。凡是用过的招式组合，都会记录在角色菜单中，但只有当熟练值达到100时，才会显示出正确的按键组合，并且每个角色的招式组合各不相同。同样，玩家可以通过消耗EP值，发动以太技能进行直接攻击和辅助治疗（如，消除异常状态）。随剧情发展，当玩家取得机甲后，亦可消耗一回合行动，来召唤机甲进入机甲战斗模式，但部分战斗场景无法进行机甲召唤（如地下岩洞、森林等）。
因为战斗结束后，根据存活角色数量共享经验，所以有些玩家为了快速提升某特定角色等级，而故意将其余人物战死。

### 机甲战斗
玩家可以通过事先搭乘机甲或者在角色战斗中召唤机甲，来进入机甲战斗模式。此模式中，AP值被燃料值取代，轻、中、重三种不同程度的攻击将会消耗不同的燃料值（视机体和装备部件而决定）。每次攻击将会累计1点“攻击等级”（Attack Level），最多累计3点。机甲战斗中同样存在招式组合，但是发动高等级的组合式或者必杀技，需要以高等级的攻击等级和角色习得对应组合技作为前提。施展组合式后，攻击等级归零。
在剧情进行到一定阶段时（如剧情末期取得的“异度装甲”），玩家在攻击等级为3的情况下，有一定概率触发进入三个回合的超级模式。在此模式中，攻击等级显示为∞，所有的招式不再需要攻击等级作为前提，可以直接使用最高级的攻击技能，并且机体数值大幅度提升。若角色习得终结技，亦可发出对应的超·必杀技。
当燃料值用尽后，玩家将不能执行任何消耗燃料值的行动，可以通过“充能”指令少量补充燃料值。战斗等级越高，通过充能回复的燃料越多。战斗中，玩家可以使用“促燃”命令，通过消耗额外的燃料值，达到快速填装ATB，加速行动的目的。燃料值需要通过和特定的商人对话，花费金钱后才能填满。玩家亦可在商人处对机甲进行升级改造，以提高战斗能力。

### 关于游戏内容
- 开头动画中布满的伏笔在游戏故事进行中也没有解释，直到最后部分才一口气解明。作为最后部分的第二碟，有许多类似有声小说的读着文章前进的场景，玩家操作的场景少。许多人认为这样的独白形式是因为故事很庞大而制作时间又不足。
- 史克威爾的作品中，第一次使用了声优给角色配音，第一次在结尾曲中使用了声乐的曲子。
  - 「SMALL TWO OF PIECES 〜軋んだ破片〜」（歌 - Joanne Hogg / 作词 - 加藤正人 / 作曲・编曲 - 光田康典）
- 《异度装甲》的系统中，存在被叫做机甲的机器人，除了人物角色，机甲也用于迷宫探索。遭遇战中，人vs机甲的情况也是可以的。随着故事的前进，搭乘机甲来行动的时候变得越来越多。
- 有卡片游戏的Spit，机甲与机甲战斗的Battling小游戏。特别是Battling 也和故事情节有关。
- 存档的每个记录有子标题，方便了解故事进行的程度，在游戏的存档画面以及PlayStation的记忆卡管理画面都可以看到。
- 游戏画面中的人物角色是 2D 的，机甲是 3D 的。
- 游戏画面视角主要是第三人称向斜下的俯视角，可以通过PlayStation游 戏机手柄的 L1 和 R1 两个按键左右旋转。部分场景可以360度自由旋转，部分场景可以左右旋转一定的角度，还有部分场景视角是固定的，无法旋转。游戏在交代故事情节时，镜头有 预定的运动轨迹，配合画面上人物角色的动作或对话，像电影镜头一样有追踪、缩放、移动、旋转或切换，此时镜头不受玩家控制。

## 情节

### 故事背景
一万年以前，星际战争年代。在处于行星Miktam04β卫星轨道上的工业卫星内，开发中的完全独立型的新兵器发生意外失控。这个兵器不仅破坏了工业卫星，而且入侵了殖民行星Miktam04β，人类伤亡惨重。人们最终还是成功停止了兵器，将其分解为各个模块，幸存下来的人全部登上了恒星间移民船“艾尔德利吉”号，为了让幸存者移民，也为了调查兵器失控事故的原因，艾尔德利吉号开始向其它恒星移动。
可是在旅途中，本来应该已经被分解保存的兵器突然又启动，连接了艾尔德利吉号的中枢，占领了航行系统和武器管理系统，对搭乘的人进行了屠杀，还尝试通过歪曲空间进行跳跃，目标是人类起源之星“失落的耶路撒冷”。舰长最后强行启动了备用系统自爆，艾尔德利吉号被炸毁为许多块，最终没有跳跃成功。无数的残骸坠落到附近无名的行星上。
之后，“人类”开始在行星上繁衍生息。
北方大陆伊格那斯的西部国家阿维和东部国家基斯莱夫，300年来战争不断。两个国家从遗迹中发掘出被称作“机甲”的巨大人形兵器，一边分析其技术，一遍扩大着战争。虽然遗迹较多的基斯莱夫慢慢占据了上风，但是到此时战争仍然没有结束。阿维的国王担心永远胶着下去，一点一点向着和基斯莱夫的和平努力。可是宰相夏康发动了政变，和平的步伐陷于停滞。另外更是出现了身份不明，有着高度科学技术，名叫葛布拉的部队，帮助本已陷入压倒性不利的阿维把战况恢复到了五五分的局面。
主角飞就生活在与战争无缘的边境小村拉翰。创始历9999年的一天夜里村子遭到袭击，飞被卷入了世界的战乱之中，千年的宿命齿轮再次转动……

## 开发与发行
《异度装甲》的开发和该公司的另一款游戏《最终幻想VII》（下称FFVII）几乎在同一时间开始，所以有“裡FFVII”之称。另一个原因是与FFVII所采用的全多边形角色，一张CG背景的方式刚好相反。
电视广告的口号使用了「聖劍傳說不发布的原因，与最终幻想所不同的可能性，这就是 异度装甲」。另外，FFVII主线，克勞德在魔晄中毒的时候，有咕哝着“百亿之 镜的碎片 被 细小的灯火所聚 天使的歌声 异度装甲”的一幕。负责这一幕的是中途加入了FFVII开发的加藤正人。
另一个有名的事情是，《异度装甲》的故事，包含了在FFVII制作初期阶段存在的多个故事原案之一的要素。坂口博信拒绝了 高桥哲哉的提案，并劝他“做一个和FFVII不同的另外的游戏”。虽然开发团队虽然已经在开发《时空之轮2》，但是开发代号变为了高桥哲哉的FFVII提案名「Project "NOAH"」（之后被异度装甲使用），并且加入了来自史克威爾旧开发3部（聖剑传说系列等）和旧开发4部（时空之轮等）的制作人员，当时正在制作FFVII的开发1部中两个主要程序员之一，以及图像队伍的后备人员也加入进来。异度装甲开发结束以后，与按照加藤正人的希望制作的《穿越时空》存在诸多相似，其原因除了开发人员重叠之外，与当初是在制作穿越时空2也有关系。初期提案是田园风格，之后有段时间也考虑过制作两部，一部为500年前的故事（第IV章），一部是本作的故事（第五章）。
「文化厅媒体艺术节10周年活动 日本的媒体艺术100选」的调查问卷中，备选项目虽然没有《异度装甲》，但是在“其他您觉得符合的东西”的自由填写一栏，《异度装甲》获得了娱乐分组的第3位。另外，《异度装甲》在发售后数年，在《周刊Fami通》的读者投票栏都榜上有名。

### 相关的中文翻译
《异度装甲》没有官方的中文版本。有爱好者发起的“异度装甲中文计划”制作了游戏的中文补丁，可在模拟器游戏时自动加载，也可以打好补丁烧录成光碟进行游戏。
各种中文译名散见于网络，如“异度装甲中文计划”的翻译、天幻网的异度装甲专题的翻译、以及网络上爱好者们各种各样的翻译等等。
2004年7月10日由民间团体“XG中文版制作组”发布针对日文版的汉化程序，使中文玩家可以在全中文环境下进行游戏。此外，意大利游戏爱好团“SadNES cITy”在中国汉化组成员Agemo的帮助下，完成了意大利语的翻译版本。亦有英文爱好者使用“SadNES cITy”发布的游戏解包工具，对英文版进行了本地化改进，并发布了patch 2.0。

## 后续作品
周刊Fami通發表1998年内本作在日本當地的銷量為89萬1675份。截止2003年3月31日，游戏在全球售出了119万份，其中日本銷量為91萬份，海外销量28万份。
《异度装甲》的故事，正如其终盘显示的“Episode V”（第五章）一样，是15,000年长的故事构想中的一段。根据官方设定资料集，（整个故事）由“三部六章”构成。但是当时史克威尔决心专注于最终幻想系列，高桥哲哉对此决定并不赞同，并考虑到新作对于公司的巨大风险，就此决心带领制作团队離開史克威尔並寻找其他合作伙伴制作续篇。遂在南梦宫的帮助下，成立了Monolith Soft，其作品《异度传说》系列亦有南梦宫代理发行。虽然《异度传说》有着与《异度装甲》类似的风格和世界观，甚至有着颇多造型酷似的登场角色，但是高桥哲哉并不认为《异度传说》是《异度装甲》的直系续作。因此，《异度装甲》并没有官方续作，但是游戏爱好者依然偏向于将《异度传说》视为《异度装甲》的后续作品。
《异度传说》系列共有三部曲，不过皆为以当年构想中的《异度装甲》第一章（异度装甲游戏故事的一万年之前）的时间线为基础，重新做设定构造的作品。另外，《异度传说》里有高度类似《异度装甲》里的角色和机械(格诺西斯)登场，第三部曲尤其明显。
- 第 1 部
  - Xenogears Episode I：星际战争时代，异度传说一部曲：权力意志  ·  异度传说二部曲：善恶的彼岸  ·  异度传说三部曲：查拉图斯特拉如是说
- 第 2 部
  - Xenogears Episode II：原初的时代 (本篇的1万年前)
  - Xenogears Episode III：塞波姆文明 (本篇的4000年前)
  - Xenogears Episode IV：索拉利斯战役 (本篇的500年前)
  - Xenogears Episode V：《异度装甲》本篇
- 第 3 部
  - Xenogears Episode VI：《异度装甲》本篇之后的时代